# Changhua

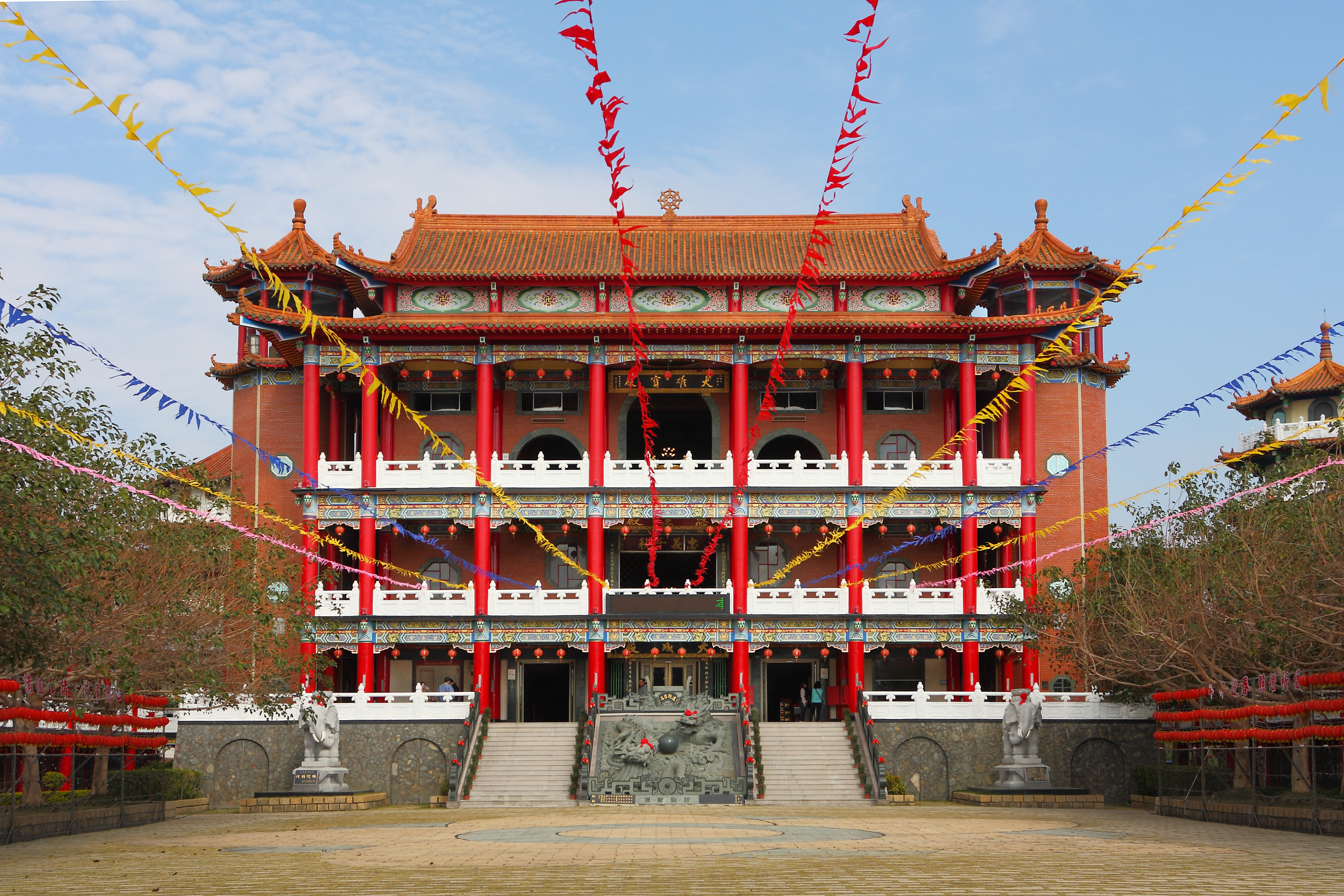
Temple du Grand Bouddha, à Changua

La ville de Changhua (Chinois: 彰化市 ; py : Zhānghuà Shì ; Tongyong Pinyin : Jhanghuà Shìh ; Wade-Giles : Chang-hua Shih ; POJ : Chiong-hòa-chhī) est une ville de la plaine ouest de Taïwan.

## Enseignement
- Université normale nationale de Changhua

## Personnalités liées
- Hsu Tsang-Houei